# Phenacodes
Phenacodes is een geslacht van vlinders van de familie van de grasmotten (Crambidae), uit de onderfamilie van de Glaphyriinae. De wetenschappelijke naam en de beschrijving van dit geslacht zijn voor het eerst gepubliceerd in 1937 door Alfred Jefferis Turner.

## Soorten
- P. aleuropa (Lower, 1903)
- P. epipaschiodes (Hampson, 1912)
- P. nigroalba (Rothschild, 1915)
- P. nolalis (Hampson, 1899)
- P. scopariodes (Hampson, 1912)
- P. vegetata (Lucas, 1901)